# Duratios
(Caius?) Iulius Duratios est un aristocrate picton, allié de César.

## Famille
Il est probablement issue de l'aristocratie.

## Biographie
Il s’illustre du côté des Romains en défendant Lemonum (Poitiers) contre les attaques de Dumnacos en 51 av. J.-C. Hirtius ne mentionne que son nom gaulois, le seul qu’il devait avoir à ce moment. L’émission en argent attestant qu’il avait acquis la citoyenneté romaine a été découverte sur des camps militaires pré-augustéens. La terminaison -os gauloise confirme l’ancienneté de l’émission. Vraisemblablement déjà à la tête des Pictons en 51 av. J.-C., il aura été confirmé dans ses responsabilités et récompensé de sa fidélité.